# مركب زركونيوم عضوي

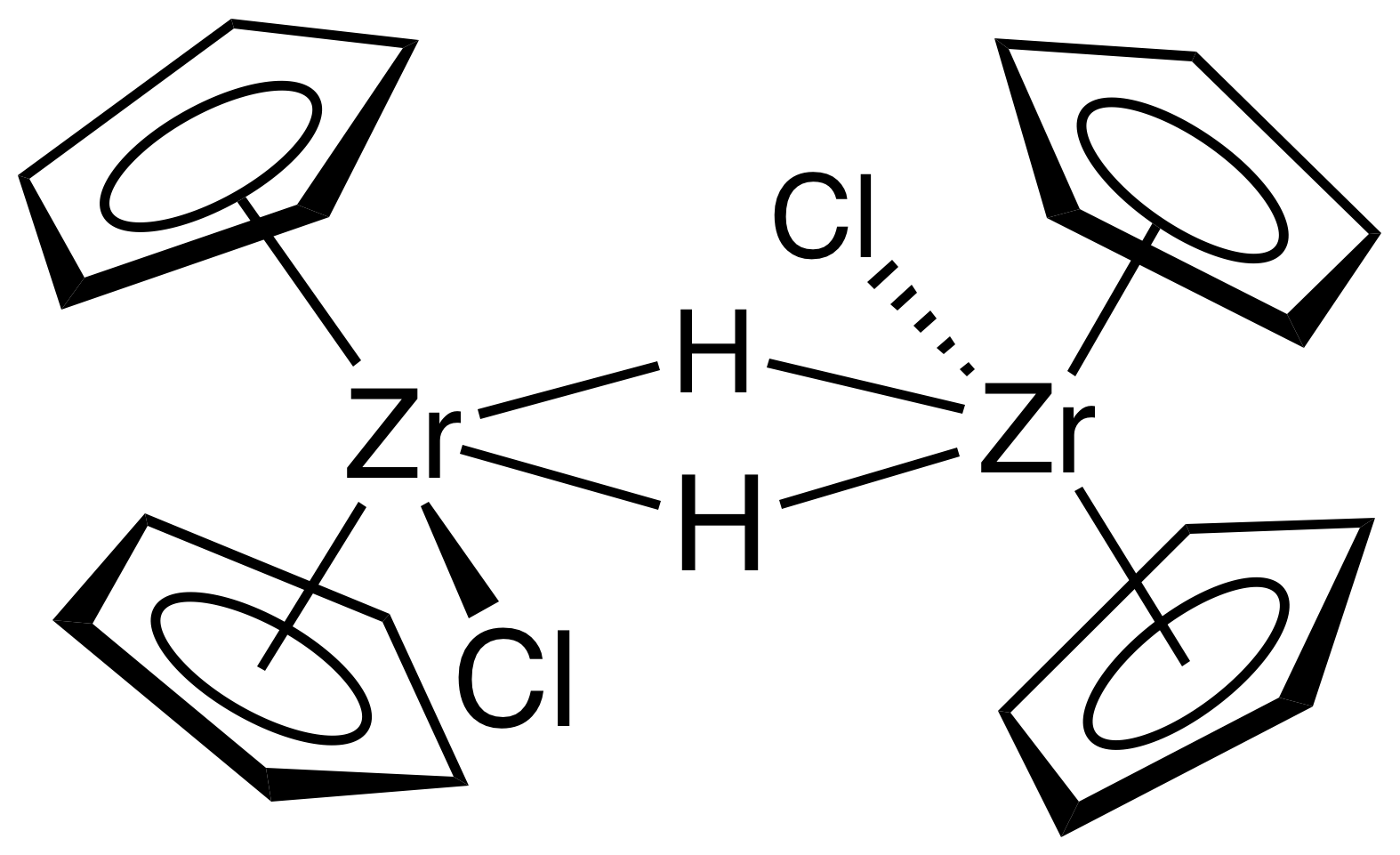
بنية كاشف شفارتز، أحد مركبات الزركونيوم العضوية

مركبات الزركونيوم العضوية هي مركبات عضوية فلزية حاوية على الرابطة الكيميائية زركونيوم-كربون Zr-C؛ وتدعى الكيمياء المهتمة بدراسة هذه المركبات باسم كيمياء الزركونيوم العضوية.
تعد مركبات الزركونيوم العضوية من المركبات المهمة لحفازات تسيغلر-ناتا المستخدمة في إنتاج بولي بروبيلين، إذ تستغل خاصة مقدرة الزركونيوم على تشكيل روابط مع الكربون بشكل عكوس في هذه التطبيقات.

## التاريخ
تمكن العالمان برمنغهام ووولكنسون في سنة 1952 من تحضير مركب ثنائي بروميد الزركونوسين، والذي كان أول مركب عضوي للزركونيوم جرى تحضيره ونشر تقارير عنه، وهو معقد من مشتقات الزركونوسين ذي بنية جزيئية منحنية، ويناظره ثنائي كلوريد الزركونوسين، والذي حضراه لاحقاً. أما كاشف شفارتز فقد حضر في سنة 1970 من الكيميائيين ويلز وويغولد. وهو من الميتالوسينات، ويستخدم في الاصطناع العضوي من أجل تحويل الألكينات إلى الألكاينات الموافقة.